# Відей
Відей (ісл. Viðey — «острів дерев» (хоча дерев на острові давно не має); деколи на англійський манер — Videy) — це найбільший острів в затоці Коллафьйордур (ісл. Kollafjörður) біля Рейк'явіку, Ісландія та адміністративно входить до цього міста.
Від Рейк'явіка острів відділений протокою з мінімальною шириною всього 600 метрів, і поромом до нього можна добратися всього за 5-10 хв. Острів на сьогодні ненаселений, однак влітку є популярним місцем відпочинку мешканців Рейк'явіку (пішохідні, велосипедні доріжки, спостереження за птахами тощо).

## Географія
Відей має площу 1,59 км² (за іншими оцінками — 1,7 км²) при довжині 2,7 км та найбільшій ширині 720 метрів. Острів складається з двох частин — більшої південно-східної — Вестурей та меншої північно-західної — Хеймаей, які поєднуються між собою перемичкою Ейдід шириною всього 130 м.

## Історія
Острів має давнє вулканічне походження. Під час останнього льодовикового періоду він перебував під водою та піднявся на поверхню бл. 9000 тому. Сьогодні острів покритий травами та маршевими (болотними) рослинами і є важливим місцем харчування для різних видів птахів.
Вперше заселений острів був у X столітті. З 1225 по 1539 Відей був місцем розташування римо-католицького монастиря ордену августинців, ймовірно заснований з ініціативи Сноррі Стурлусона. В 1550 році острів був відібраний в останнього римо-католицького єпископа Ісландії Йона Анасона. Після його страти в тому ж році монастир був остаточно розпущений. В 1755 році для Скулі Магнуссон, «батька» Рейк'явіка, була побудована садиба Відейарстофа (ісл. Viðeyarstofa), перший кам'яний будинок Ісландії, призначений як резиденція королівського скарбника. В 1774 році була освячена церква Відейаркірк'я (ісл. Viðeyjarkirkja).

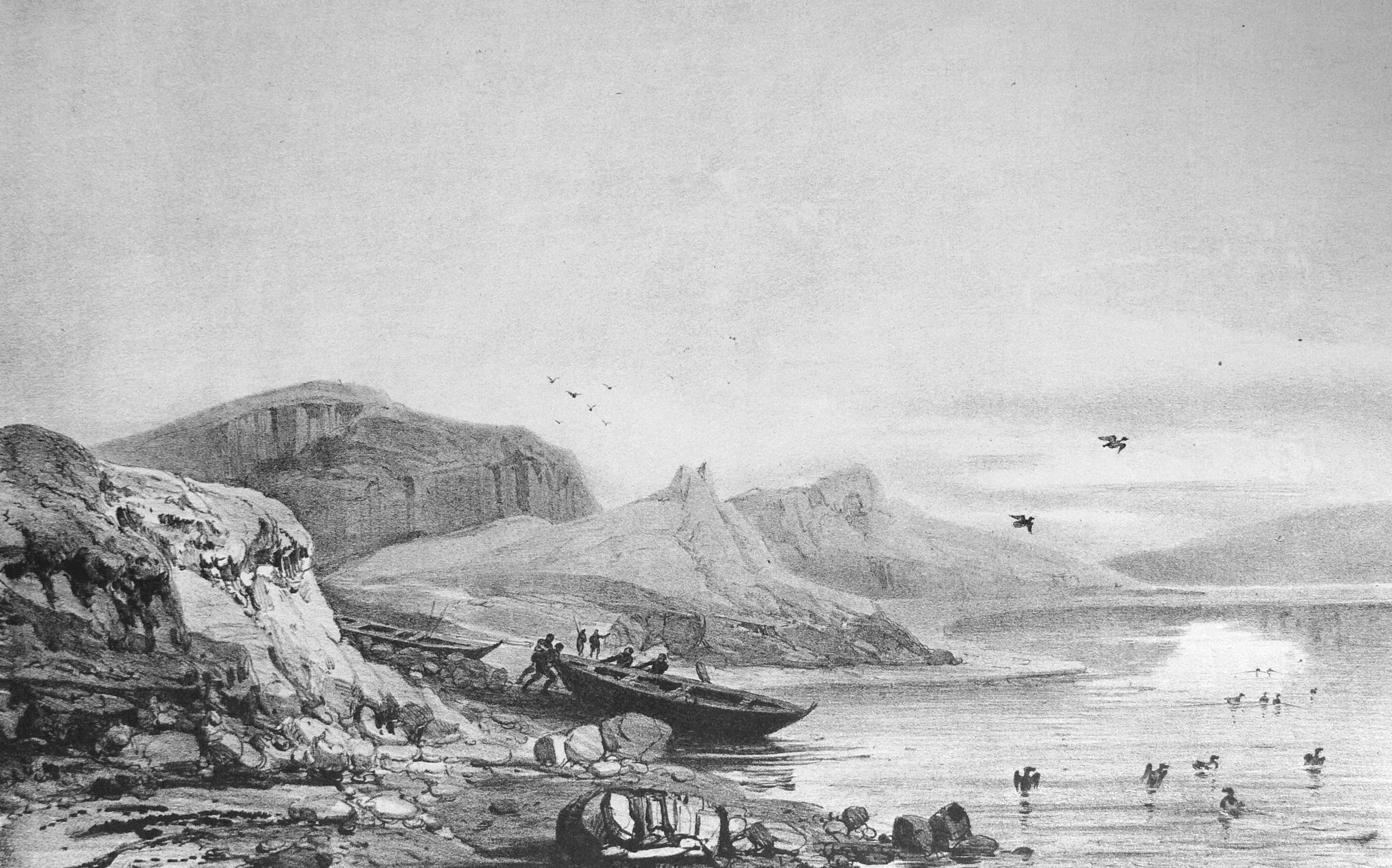
Літографія Відея в 1836 р., з книги Жозефа-Поля Гемара

Останній мешканець полишив острів в 1959 році.

## Окремі цікавинки острову

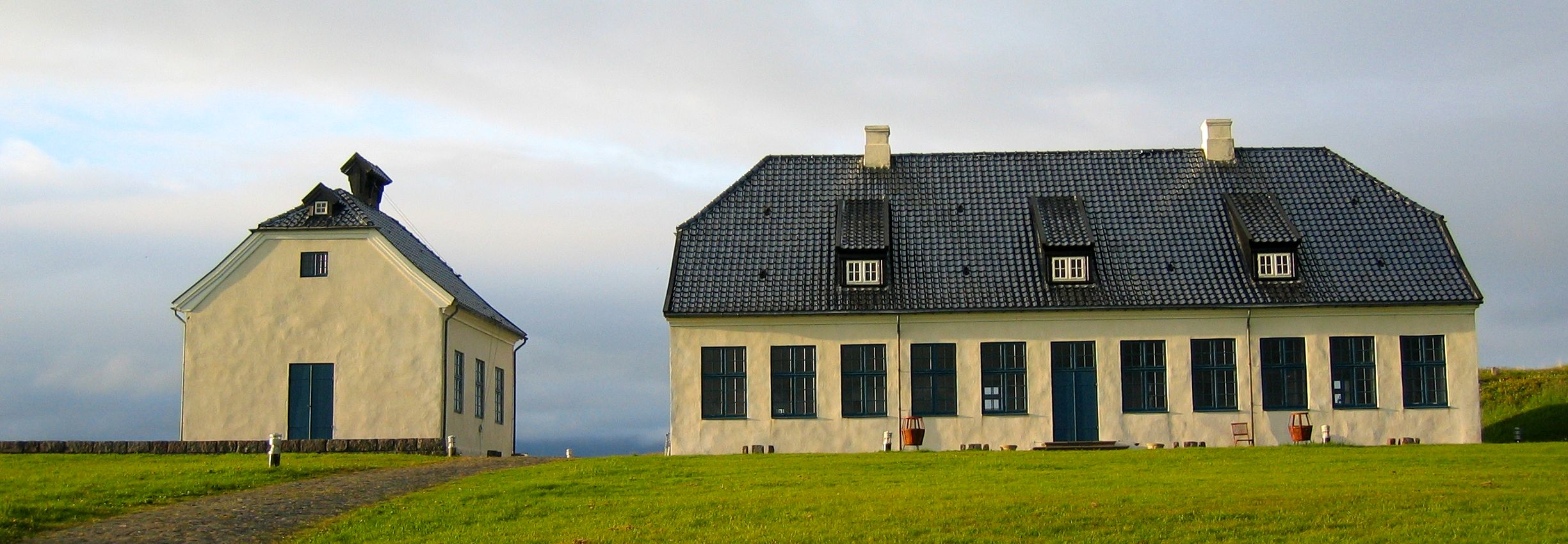
Відейаркірк'я та Відейарстофа на Відеї

Відейаркірк'я є другою за висотою церквою Ісландії, які ще збереглися, після собору в Голар-ін-Г'яльтадалюр. В церкві збереглося найстаріше в Ісландії оригінальне внутрішнє облаштування.
В садибі Відейарстофа відтворено побут 18-го сторіччя, а з 1988 року для відвідувачів острова працює ресторан.
На острові також розташовані: башта «Уяви мир» (англ. Imagine Peace Tower; ісл. Friðarsúlan, що означає «колона миру») — меморіал Джону Ленному від його вдови Йоко Оно. Вона складається з високої колони світла, яка направлена у небо з монументу білого кольору, на якому вирізані слова «Уяви мир» на 24 мовах. Ці слова та назва башти є посиланнями на гімн миру Леннона — пісню «Imagine».;
скульптурна композиція «Віхи» (ісл. Áfangar) американського скульптора Річарда Серра — дев'ять пар базальтових колон, розташованих по колу (1988 рік);
піраміда з каміння на вершині пагорбу Данадіс (ісл. Danadys — «могила данців») в пам'ять про данців, вбитих в 16 сторіччі при захопленні монастиря;
декілька інших пам'ятників.
Відей також популярне місце для спостереження за птахами, оскільки на острові їх живиться бл. 30 видів. Серед них — гаги, бекаси та великі грицики.